# Baildon Katowice
KS Baildon Katowice (nazywany również KS Baildon, Baildon Katowice, Beldona) − klub sportowy z Katowic. 

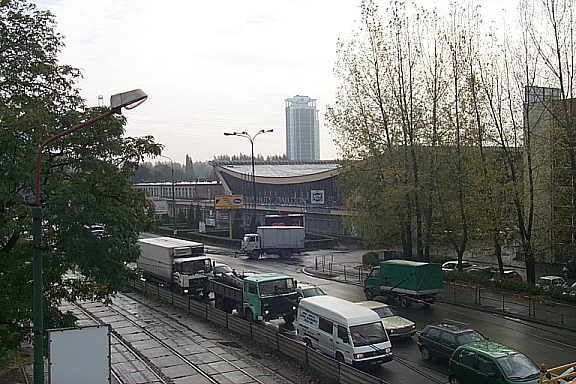
Widok hali Baildon przy ul. Chorzowskiej

## Informacje ogólne
Powstał w 1945 roku, zakończył działalność w 2001 roku, kiedy to huta „Baildon” (właściciel klubu) stanęła w obliczu likwidacji. Po fuzji z KS Pogoń Katowice klub w latach 1950−1956 miał nazwę KS Stal Katowice. KS Baildon posiadał kilka obiektów sportowych m.in.: halę sportowo-widowiskową „Baildon” przy ulicy Chorzowskiej w Katowicach (obecnie wyburzona), boisko przy ulicy Gliwickiej w Katowicach − Załężu (obecnie jest na nim wybudowany Punkt Rozrywki 44 (IMAX / Cinema City) i korty tenisowe przy ul. Astrów w Katowicach.

## Sekcje i sukcesy
Do najważniejszych sekcji sportowych w klubie należały:
- Hokej na lodzie (Baildon Katowice (hokej na lodzie))
  -  Srebrny medal mistrzostw Polski: 1972, 1974, 1975, 1976
  -  Brązowy medal mistrzostw Polski: 1970, 1973, 1977

- Szermierka
  - złoty medal w florecie w Mistrzostwach Polski w 1950 roku − Anna Skupień (jako klub KS Stal Katowice)
  - złoty medal w szpadzie w Mistrzostwach Polski w 1950 roku − Jan Nawrocki (jako klub KS Stal Katowice)
  - złoty medal w florecie w Mistrzostwach Polski w 1951 roku − Jerzy Twardokens (jako klub KS Stal Katowice)
  - złoty medal w szpadzie w Mistrzostwach Polski w 1952 roku − Wojciech Rydz (jako klub KS Stal Katowice)
  - złoty medal w florecie w Mistrzostwach Polski w 1952 roku − Anna Włodarczyk (jako klub KS Stal Katowice)
  - złoty medal w florecie w Mistrzostwach Polski w 1953 roku − Anna Włodarczyk(jako klub KS Stal Katowice)
  - złoty medal w florecie w Mistrzostwach Polski w 1954 roku − Anna Włodarczyk(jako klub KS Stal Katowice)
  - złoty medal w szpadzie w Mistrzostwach Polski w 1955 roku −  Wojciech Rydz (jako klub KS Stal Katowice)
  - złoty medal w florecie w Mistrzostwach Polski w 1955 roku − Wojciech Rydz (jako klub KS Stal Katowice)
  - złoty medal w szpadzie w Mistrzostwach Polski w 1956 roku − Wojciech Rydz (jako klub KS Stal Katowice)
  - złoty medal w szpadzie w Mistrzostwach Polski w 1957 roku − Wojciech Rydz
  - złoty medal w florecie w Mistrzostwach Polski w 1978 roku − Krystyna Urbańska
  - złoty medal w szabli w Mistrzostwach Polski w 1990 roku − Leszek Gajda
- Piłka nożna (największym osiągnięciem było dojście do 1/2 finału Pucharu Polski w sezonie 1967/68 po wygranej z m.in. obrońcą trofeum Wisłą Kraków 2:1 w 1/16 finału).
- Boks
- Karate
- Brydż sportowy
- Gimnastyka
- Koszykówka
- Lekkoatletyka
- Piłka siatkowa
- Podnoszenie ciężarów
- Tenis stołowy (drużynowy Mistrz Polski w latach 1992 i 1996)
- Zapasy
- pływanie (16 tytułów Mistrza Polski − 7 w pływaniu, 9 w skokach do wody)